# 竹田町 (兵庫県)
竹田町（たけだちょう）は、兵庫県朝来郡にあった町。現在の朝来市和田山町の南西部、播但線・竹田駅の周辺にあたる。
本項では町制前の名称である竹田村（たけだむら）についても述べる。

## 地理
- 山岳：朝来山、金梨山、大路山、大倉部山
- 河川：円山川、安井川

## 歴史
- 1889年（明治22年）4月1日 - 町村制の施行により、久留引村・筒江村・加都村・安井下村・奥村・殿村・藤和村・竹田町・久世田村の区域をもって竹田村が発足。
- 1927年（昭和2年）1月1日 - 竹田村が町制施行して竹田町となる。
- 1956年（昭和31年）9月30日 - 和田山町・養父郡南但町と合併し、改めて和田山町が発足。同日竹田町廃止。

## 交通

### 鉄道路線
- 日本国有鉄道
  - 播但線
    - 竹田駅

### 道路
現在は旧町域に北近畿豊岡自動車道・播但連絡道路の和田山インターチェンジ、播但連絡道路の和田山パーキングエリアが所在するが、当時は未開通。

## 名所・旧跡・観光スポット・祭事・催事
- 竹田城